# Fiodor Șvedov
Fiodor Șvedov (27 februarie 1840, Chilia - 25 decembrie 1905, Odesa) a fost un fizician, profesor universitar, rector al Universității din Odesa.

## Biografie
- Recensămîntul din 1774 din Basarabia înregistrează numele Șfedu. Însă nu există cercetări genealogice, în ceea ce-l privește pe Șvedov. S-a născut în familia lui Nichifor Șvedov la Chilia si este foarte probabil, ca tatal sau sa- si fi schimbat numele de familie in maniera ruseasca dupa alipirea Basarabiei la Imperiul Rus in anul 1812. Enciclopedia [2] considera , ca genealogic provine din romanii din Chilia. A absolvit Universitatea din Sankt Petersburg  în anul 1863. Din 1868 lucrează la Universitatea Novorossisk din Odesa. În anul 1870 a devenit profesor universitar, iar în anii 1895-1903 a fost rector[3]. Printre discipolii lui Șvedov se numără și astronomul Nicolae Donici. La înmormântarea lui Șvedov a cuvântat renumitul Clossovschi.

## Creația științifică
- Lucrările sunt consacrate fizicii moleculare, electricității, astrofizicii, meteorologiei. Est considerat întemeietorul reologiei sistemelor disperse. A fost primul care a observat (1889)  elasticitatea formei și anomalia viscozității soluțiilor coloidale, primul care a studiat relaxarea tensiunilor coloidale, a dedus ecuația mișcării plastico-vîscoase a substanței (ecuația lui Șvedov). A cercetat proprietățile reologice ale sistemelor de dispersie, dependența dintre proprietățile elastice și optice ale substanțelor coloidale.

## Discipoli
- Nicolae Donici

## Biografie și foto
- http://www.biophis.narod.ru/Shvedow.htm